# Доње Ђуђанце
Доње Ђуђанце (мкд. Долно Ѓуѓанце) је насеље у Северној Македонији, у средишњем делу државе. Доње Ђуђанце је село у саставу општине Свети Никола.

## Географија
Доње Ђуђанце је смештено у средишњем делу Северне Македоније. Од најближег града, Штипа, насеље је удаљено 30 km северозападно.
Насеље Доње Ђуђанце се налази у историјској области Овче поље. Село је смештено непосредно северно од поља, на западним падинама планине Манговице. Надморска висина насеља је приближно 430 метара.
Месна клима је умерено континентална.

## Становништво
Доње Ђуђанце је према последњем попису из 2002. године имало 174 становника.
Већинско становништво су етнички Македонци (99%), а остало су Срби. 
Претежна вероисповест месног становништва је православље.